# Krasnolist
Krasnolist (Bryoerythrophyllum P.C.Chen) – rodzaj mchów należący do rodziny płoniwowatych (Pottiaceae Schimp.). Przedstawiciele tego rodzaju występują niemal na całym świecie w strefach klimatów umiarkowanego, polarnego i tropikalnego górskiego.

## Morfologia
GametofityRośliny tworzące darnie lub luźne kępy, zielone u góry pędów, a czerwonobrązowe od dołu. Łodyżki krótkie, do 3 cm długości, sporadycznie rozgałęzione. Listki łodygowe stulone w stanie suchym, rozpostarte gdy wilgotne, jajowate do lancetowatych. Brzegi blaszki zawinięte przy podstawie lub prawie do wierzchołka, sporadycznie płaskie. Wierzchołek zaokrąglony i tępy do zaostrzonego. Żebro pojedyncze, kończy się kilka komórek przed szczytem listka lub krótko wystaje.
SporofitySeta zwykle dłuższa niż 1 cm. Perystomu brak, śladowy lub wykształcony z 32 zębami, prostymi lub skręconymi do 2–4 razy w lewo. Zarodniki małe, delikatnie brodawkowane, jasnobrązowe.

## Biologia i ekologia
Rośliny dwupienne, sporadycznie jednopienne. Sporadycznie rozmnaża się także wegetatywnie poprzez jedno lub wielokomórkowe rozmnóżki, wyrastające w kątach listków lub poprzez nieregularnie jajowate wielokomórkowe twory powstające pod ziemią na chwytnikach.

## Systematyka i nazewnictwo
Nazwa naukowa rodzaju Bryoerythrophyllum pochodzi od greckich słów bryon, czyli „mech”, erythros, czyli „czerwony” oraz phyllon, czyli „liść”.
Według The Plant List rodzaj Bryoerythrophyllum liczy 38 akceptowanych nazwy gatunków, dla których istnieje 69 synonimów.
Wykaz gatunków:
| - Bryoerythrophyllum aeneum (Müll. Hal.) B.H. Allen - Bryoerythrophyllum afrorubellum (Broth. & Wager) De Sloover - Bryoerythrophyllum alpigenum (Vent.) P.C. Chen - Bryoerythrophyllum andersonianum R.H. Zander & Sharp - Bryoerythrophyllum angustulum (Herzog) H. Rob. - Bryoerythrophyllum atrorubens (Besch.) P.C. Chen - Bryoerythrophyllum barbuloides (Herzog) Wijk & Margad. - Bryoerythrophyllum berthoanum (Thér.) J. A. Jiménez - Bryoerythrophyllum binnsii (R. Br. bis) Wijk & Margad. - Bryoerythrophyllum bolivianum (Müll. Hal.) R.H. Zander - Bryoerythrophyllum brachystegium (Besch.) K. Saito - Bryoerythrophyllum byrdii (E.B. Bartram) R.H. Zander - Bryoerythrophyllum calcareum (Thér.) R.H. Zander - Bryoerythrophyllum caledonicum D.G. Long - Bryoerythrophyllum campylocarpum (Müll. Hal.) H.A. Crum - Bryoerythrophyllum chimborazense (Mitt.) R.H. Zander - Bryoerythrophyllum columbianum (F.J. Herm. & E. Lawton) R.H. Zander - Bryoerythrophyllum compactum J. Froehl. - Bryoerythrophyllum dentatum (Mitt.) P.C. Chen | - Bryoerythrophyllum ferruginascens (Stirt.) Giacom. – krasnolist rdzawy - Bryoerythrophyllum fuscinervium (Mitt.) R.H. Zander - Bryoerythrophyllum gymnostomum (Broth.) P.C. Chen - Bryoerythrophyllum hostile (Herzog) P.C. Chen - Bryoerythrophyllum inaequalifolium (Taylor) R.H. Zander - Bryoerythrophyllum jamesonii (Taylor) H.A. Crum - Bryoerythrophyllum latinervium (Holmen) Fedosov & Ignatova - Bryoerythrophyllum ligulare (Mitt.) R.H. Zander - Bryoerythrophyllum linearifolium K. Saito - Bryoerythrophyllum lusitanicum (Cardot & Dixon) M.O. Hill - Bryoerythrophyllum machadoanum (Sérgio) M.O. Hill - Bryoerythrophyllum noguchianum (Gangulee) K. Saito - Bryoerythrophyllum obtusissimum (Broth.) P.C. Chen - Bryoerythrophyllum recurvirostrum (Hedw.) P.C. Chen – krasnolist krzywodzióbek - Bryoerythrophyllum rotundatum (Lindb. & Arnell) P.C. Chen - Bryoerythrophyllum rubrum (Jur. ex Geh.) P.C. Chen - Bryoerythrophyllum sharpii R.H. Zander - Bryoerythrophyllum wallichii (Mitt.) P.C. Chen - Bryoerythrophyllum yunnanense (Herzog) P.C. Chen |